# Ludwig Heilbrunn
Ludwig Heilbrunn (* 6. Oktober 1870 in Frankfurt am Main; † 3. April 1951 in einem Sanatorium in Bühl/Baden) war Rechtsanwalt in Frankfurt am Main. Als Freund und Mitarbeiter des Oberbürgermeisters Franz Adickes erwarb er sich große Verdienste um die Gründung der Frankfurter Universität.

## Leben
Heilbrunn war der Sohn des Kaufmanns Moritz Heilbrunn und dessen Ehefrau Henriette geborene Eppstein aus Hofgeismar. Heilbrunn besuchte das Städtische Gymnasium und studierte Rechts- und Staatswissenschaften an den Universitäten in Straßburg, Heidelberg, Leipzig und Berlin. Er war von 1907 bis 1919 Herausgeber der Monatsschrift für Handel und Bankwesen. Seit 1893 arbeitete er als Rechtsreferendar, 1898 Gerichtsassessor, später Rechtsanwalt in Frankfurt am Main.
Heilbrunn war von 1910 bis 1928 Stadtverordneter, von 1915 bis 1918 Mitglied des Preußischen Abgeordnetenhauses für den Wahlkreis Wiesbaden 11 (Stadtkreis Frankfurt am Main) und Mitglied der Fraktion der Freisinnigen Volkspartei. Von 1919 bis 1921 war Heilbrunn Mitglied der Verfassunggebenden Landesversammlung (DDP) und von 1919 bis 1933 Vorstand der Rechtsanwaltskammer Frankfurt.
Heilbrunn wurde Ehrenbürger der Universität Frankfurt und erhielt die Ehrendoktorwürde in Politikwissenschaften (Dr. rer. pol. h. c.).
Nach der Machtergreifung der Nationalsozialisten wurde ihm im Juni 1933 das Notariat entzogen und er musste aus dem Vorstand der Anwaltskammer ausscheiden. Als "Altanwalt" blieb er zunächst Rechtsanwalt, bis er 1938 Berufsverbot als Anwalt erhielt. Er emigrierte 1939 nach England und kehrte 1950 in die Bundesrepublik zurück; nach 1945 war er Ehrenmitglied der Anwaltskammer Frankfurt am Main. Er förderte die Frankfurter Bibliophile Gesellschaft und war selbst ein bedeutender Sammler von Kunst und Francofurtensien. Neben juristischen und volkswirtschaftlichen Fachbüchern veröffentlichte er mehrere Schriften zur Frankfurter Geschichte.
1900 heiratete er Clara Koch, die Tochter des Juweliers Robert Koch aus Frankfurt. Sein ältester Sohn Rudolf war mit der Übersetzerin Lore Grages verheiratet. Ein weiterer Sohn, Robert Heilbrunn (Hilburn) (1905–1991) wurde Rechtsanwalt und musste in der NS-Zeit in die USA auswandern, wo er 1991 starb. Er ist in Frankfurt begraben.

## Werke (Auswahl)
- Die Gründung der Universität Frankfurt am Main, Frankfurt am Main 1915
- Frankfurt im Sezessionskrieg, Frankfurt am Main 1926
- Kaiserreich, Republik, Naziherrschaft, Hamburg 1947